# Льянкур
Льянкур (фр. Liancourt) — город на севере Франции, регион О-де-Франс, департамент Уаза, округ Клермон, кантон Клермон. Расположен в 33 км к востоку от Бове, в 21 км от автомагистрали А1 "Север", на правом берегу реки Бреш, притока Уазы. В 2 км к западу от центра города находится железнодорожная станция Льянкур-Рантиньи линии Париж-Лилль.
Население (2018) — 6 951 человек.

## История
Город пережил все ужасы истории: урон от нашествия норманнов в 860 и 891 годах, Жакерию в 1358 году, чуму в 1348 и мор в 1625 годах. Эти бедствия усугублялись суровыми зимами, горожане были вынуждены вырубать деревья, чтобы съесть кору.

## Достопримечательности
- Усадьба герцогов де Ларошфуко
- Церковь Святого Мартина XII - XVI веков
- Памятник Франсуа II, герцогу де Ларошфуко, на площади Ларошфуко

## Экономика
Структура занятости населения:
- сельское хозяйство — 0,6 %
- промышленность — 12,5 %
- строительство — 3,8 %
- торговля, транспорт и сфера услуг — 25,4 %
- государственные и муниципальные службы — 57,6 %

Уровень безработицы (2017) — 17,6 % (Франция в целом — 13,4 %, департамент Уаза — 13,8 %). 

Среднегодовой доход на 1 человека, евро (2018) — 19 910 (Франция в целом — 21 730, департамент Уаза — 22 150).

## Демография
Динамика численности населения, чел.

## Администрация
Пост мэра Льянкура с 1989 года занимает социалист Роже Ман  (Roger Menn). На муниципальных выборах 2020 года возглавляемый им левый список победил в 1-м туре, получив 52,62 % голосов.
| Период | Период | Фамилия  | Партия                  | Примечания                                               |
| ------ | ------ | -------- | ----------------------- | -------------------------------------------------------- |
| 1989   |        | Роже Ман | Социалистическая партия | научный сотрудник, член Генерального совета департамента |

## Города-побратимы
- Майнбург, Германия
- Ольджате-Комаско, Италия

## Галерея

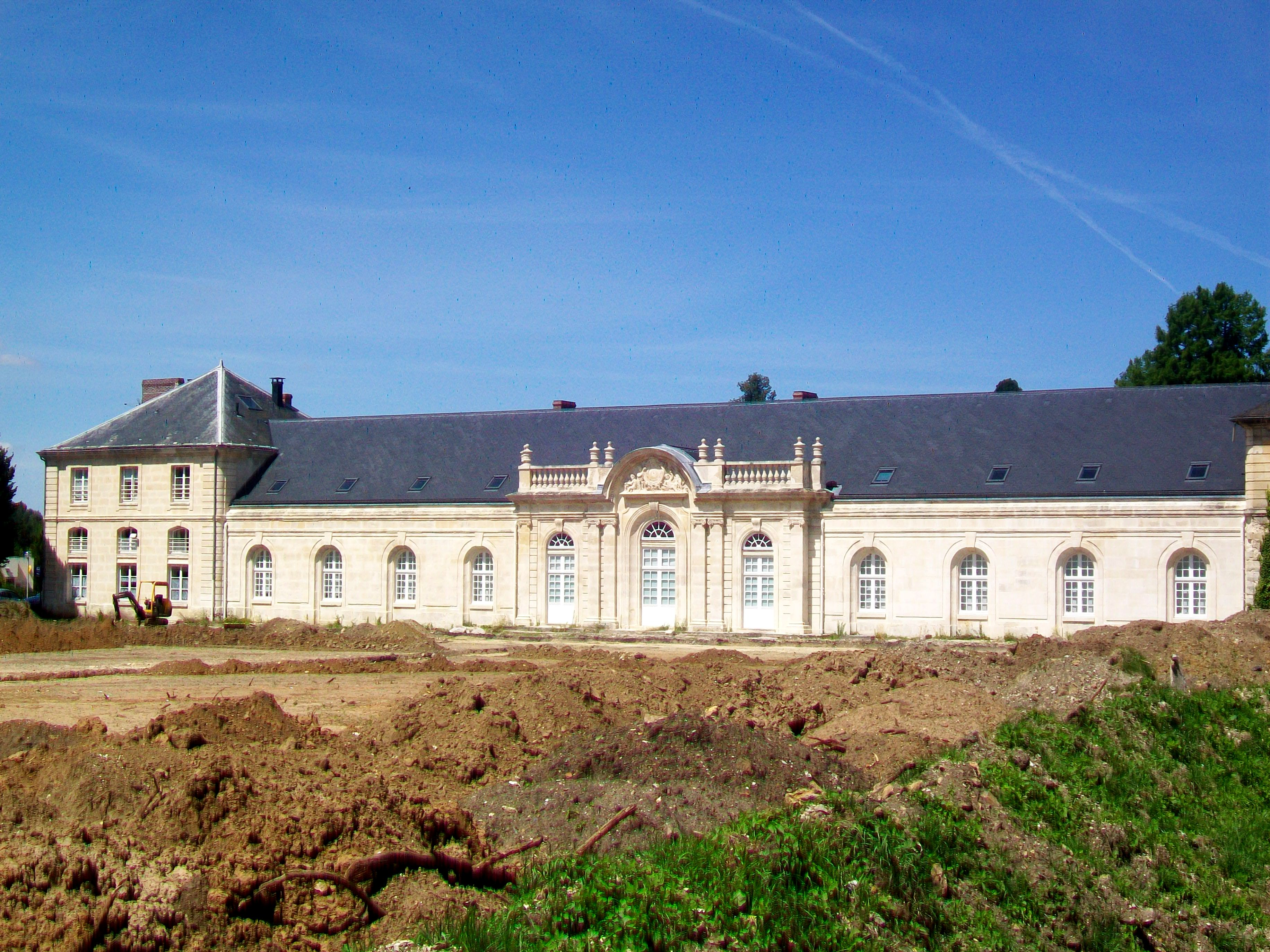
Усадьба семьи де Ларошфуко
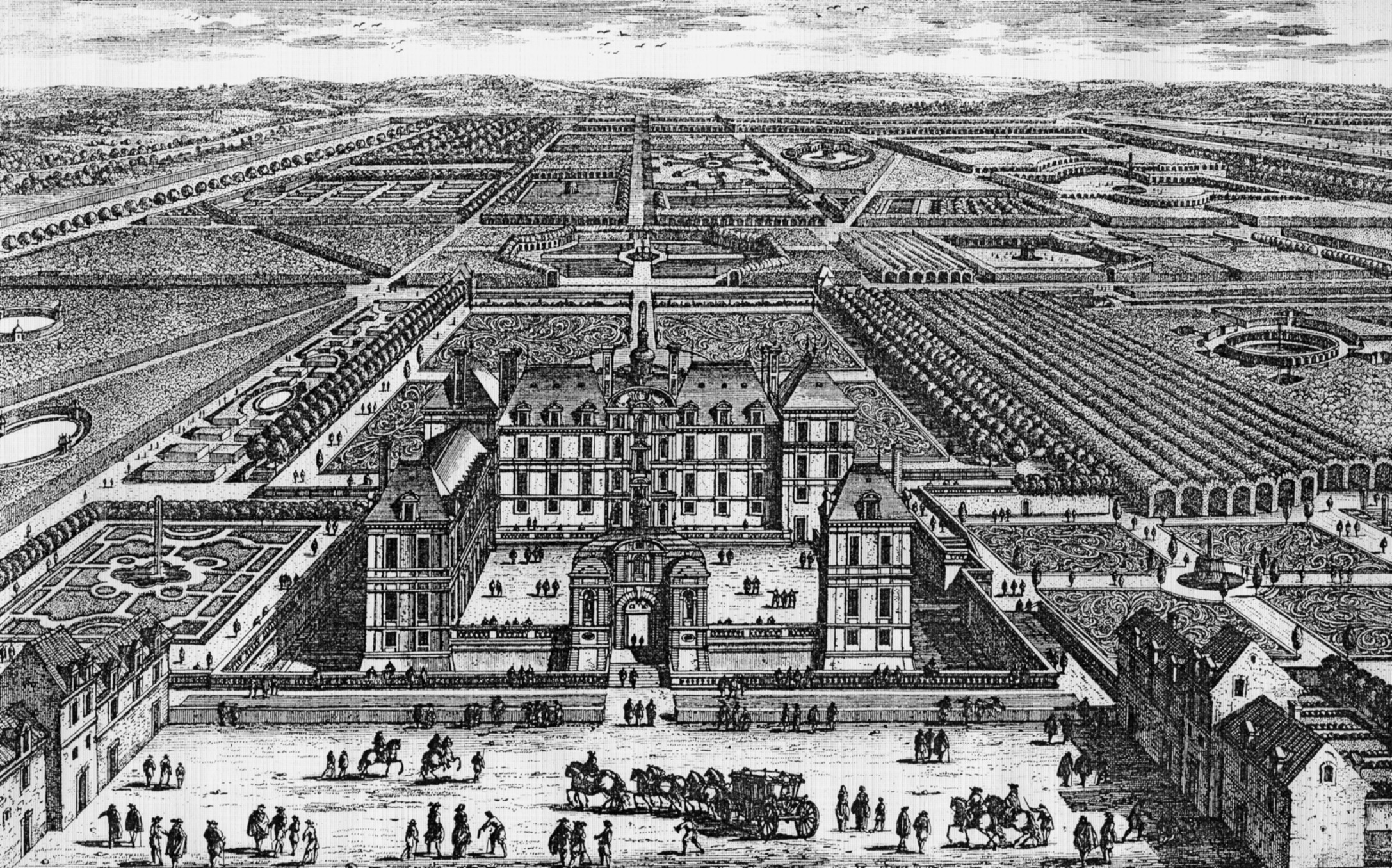
Замок и парк в XVIII веке
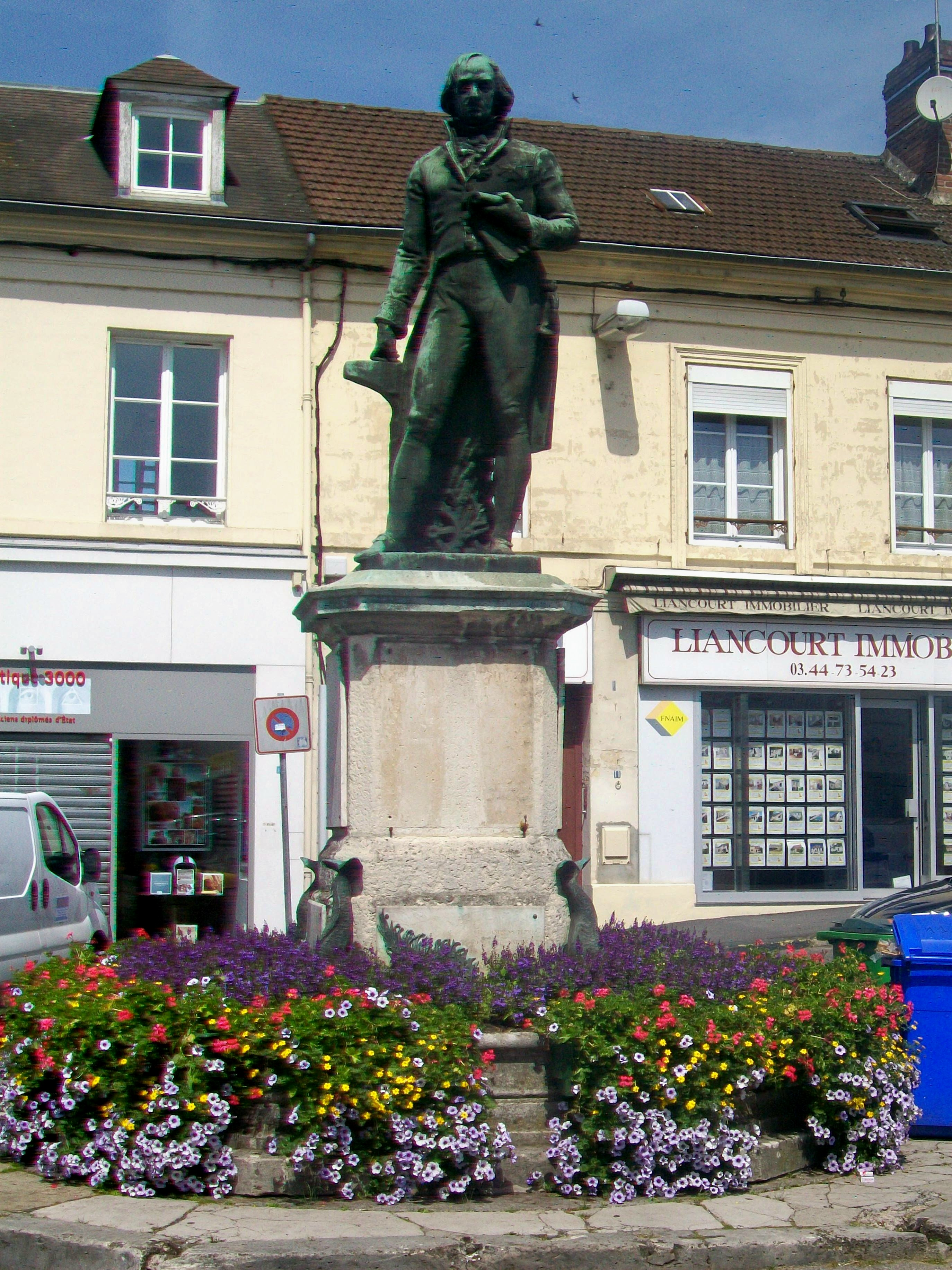
Памятник герцогу де Ларошфуко
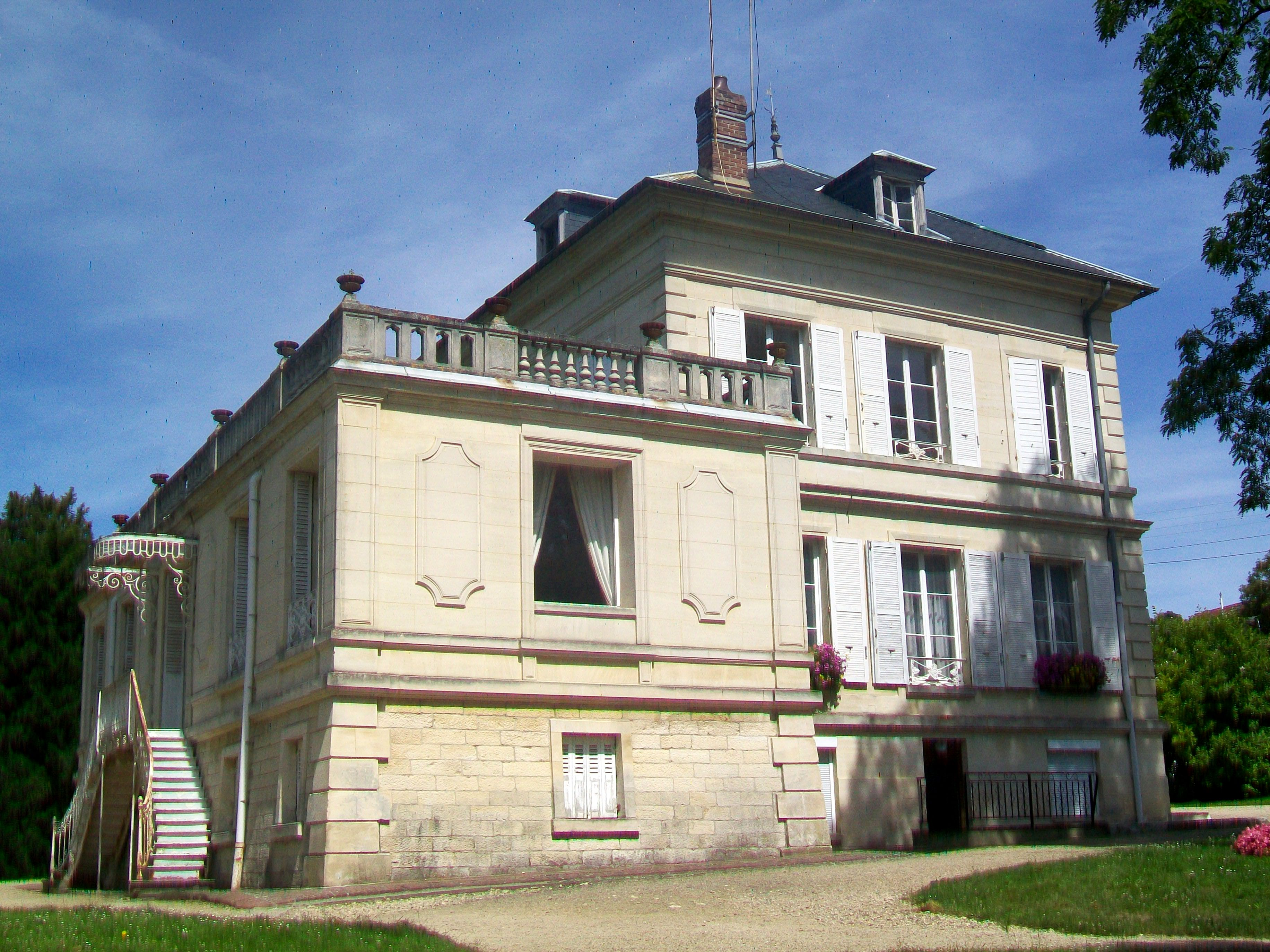
Здание мэрии

1. 1 2  база данных о французских коммунах — Национальный географический институт Франции, 2015.